# Flat Top (film)
Flat Top è un film del 1952 diretto da Lesley Selander.